# Prvenstvo Zadarskog nogometnog podsaveza 1960./61.
Prvenstvo Zadarskog nogometnog podsaveza (Liga Podsaveza Zadar, Podsavezna liga Zadar)  za sezonu 1960./61. je osvojio "Metalac" iz Zadra, koji je potom razigravao za prvaka Dalmatinske zone. To je bila liga 3. ranga nogometnog prvenstva Jugoslavije, a sudjelovalo je 11 klubova.

## Ljestvica
| mj. | klub                        | ut. | pob. | ner. | por. | gol+ | gol- | bod |
| --- | --------------------------- | --- | ---- | ---- | ---- | ---- | ---- | --- |
| 1.  | Metalac Zadar               | 20  | 17   | 2    | 1    | 62   | 10   | 36  |
| 2.  | Omladinac Zadar             | 20  | 14   | 4    | 2    | 45   | 20   | 32  |
| 3.  | Sloboda Zadar               | 20  | 8    | 8    | 4    | 36   | 27   | 24  |
| 4.  | Tekstilac Zadar             | 20  | 8    | 7    | 5    | 53   | 27   | 23  |
| 5.  | Krila Jadrana Zemunik Donji | 20  | 10   | 3    | 7    | 54   | 36   | 23  |
| 6.  | Velebit Benkovac            | 20  | 10   | 2    | 8    | 32   | 30   | 28  |
| 7.  | Zadar                       | 20  | 9    | 2    | 9    | 39   | 27   | 20  |
| 8.  | Jadran Zadar                | 20  | 7    | 5    | 8    | 37   | 35   | 19  |
| 9.  | Jedinstvo Bokanjac          | 20  | 3    | 4    | 13   | 19   | 55   | 10  |
| 10. | Goran Zaton                 | 20  | 1    | 7    | 12   | 27   | 57   | 9   |
| 11. | Zlatna Luka Sukošan         | 20  | 0    | 2    | 18   | 19   | 93   | 2   |

- Bokanjac – danas dio Zadra

## Rezultatska križaljka
| kratica | klub                        | GOR | JAD | JED | KRJ | MET | OML | SLO | TEK | VEL | ZAD | ZLL |
| --- | --------------------------- | --- | --- | --- | --- | --- | --- | --- | --- | --- | --- | --- |
| GOR | Goran Zaton                 |     |     |     |     |     |     |     |     |     |     |     |
| JAD | Jadran Zadar                |     |     |     |     |     |     |     |     |     |     |     |
| JED | Jedinstvo Bokanjac          |     |     |     |     |     |     |     |     |     |     |     |
| KRJ | Krila Jadrana Zemunik Donji |     |     |     |     |     |     |     |     |     |     |     |
| MET | Metalac Zadar               |     |     |     |     |     |     |     |     |     |     |     |
| OML | Omladinac Zadar             |     |     |     |     |     |     |     |     |     |     |     |
| SLO | Sloboda Zadar               |     |     |     |     |     |     |     |     |     |     |     |
| TEK | Tekstilac Zadar             |     |     |     |     |     |     |     |     |     |     |     |
| VEL | Velebit Benkovac            |     |     |     |     |     |     |     |     |     |     |     |
| ZAD | Zadar                       |     |     |     |     |     |     |     |     |     |     |     |
| ZLL | Zlatna Luka Sukošan         |     |     |     |     |     |     |     |     |     |     |     |
| |                             |     |     |     |     |     |     |     |     |     |     |     |
| podebljan rezultat - utakmice od 1. do 11. kola (1. utakmica između klubova) rezultat normalne debljine - utakmice od 12. do 22. kola (2. utakmica između klubova) rezultat nakošen - nije vidljiv redoslijed odigravanja međusobnih utakmica iz dostupnih izvora rezultat nakošen i smanjen * - iz dostupnih izvora nije uočljiv domaćin susreta prekrižen rezultat - poništena ili brisana utakmica p - utakmica prekinuta 3:0 p.f. / 0:3 p.f. - rezultat 3:0 bez borbe n.i. - nije igrano |                             |     |     |     |     |     |     |     |     |     |     |     |

 Izvori: 

## Unutrašnje poveznice
- Dalmatinska nogometna zona 1961.
- Prvenstvo Splitskog nogometnog podsaveza 1960./61.
- Liga Šibenskog nogometnog podsaveza 1960./61.